# Josefina Pla
María Josefina Teodora Pla Guerra Galvany (Lobos, 9 de novembre del 1903-Asunción, 11 de gener del 1999) era una escriptora i escultora del Paraguai.
Va escriure poesia, contes, novel·la i assaig i va ser una gran influència per les generacions següents d'escriptos paraguais. Al llarg de la seva vida va rebre nombrosos premis i distinccions per la seva tasca literària, per la seva defensa dels drets humans i per la lluita per la igualtat entre homes i dones.

## Infància i joventut
No existeixen dades contrastables sobre la seva data de naixement. Tot i això, es sap que Josefina Pla va néixer a l'Illa de Lobos, un illot situat a prop de Fuerteventura (Illes Canàries). Va ser filla de Leopoldo Pla, d'ascendència alacantina, i de Rafaela Guerra Galvani.
Alguns membres de la seva família van indicar posteriorment que el seu naixement va ser l'any 1903. El seu biògraf, el professor Raúl Amaral, assegura que va néixer el 9 de novembre del 1903.
Com que el seu pare era funcionari, Josefina va passar gran part de la seva infància i joventut en diverses ciutats d'Espanya.
El 1924 va conèixer a l'artista paraguaià Julián de la Herrería a la Vila Joiosa (Alacant), amb qui es va casar dos anys després.

## Vida al Paraguai
El 1926 va arribar al Paraguai i es va establir al barri Villa Aurelia i després al centre d'Asunción. D'aquell mateix any daten les primeres incursions en l'ambient artístic de la que seria la seva pàtria d'adopció, ja que va presentar els seus escrits a la revista Juventud, veu de la generació d'escriptors del postmodernisme paraguaià. Des d'aquell temps i fins al 1938 va viatjar dues vegades més a Espanya amb el seu marit i, mentrestant, va col·laborar en diversos diaris i revistes del Paraguai amb poemes, articles i altres textos literaris.

## Trajectòria literària
Des de la seva arribada es va incorporar al moviment creatiu de la cultura del país. Va treballar en el camp del periodisme radiofònic i del periodisme escrit de manera intermitent des del 1927 fins al 1952, data en la qual va abandonar abandona el periodisme professional, tot i que encara va continuar escrivint a nivell literari i crític.
Va col·laborar en importants publicacions de les dues Amèriques, com ara el Cuaderno de Revista y Historia de América y México o els Anales del Instituto de Arte Americano publicats a l'Argentina. També va treballar per a diverses revistes europees com ara els Cuadernos Hispanoamericanos de Madrid, Humboldt d'Alemanya i els Cuadernos y Cahiers des Amériques Latines de París.
Durant els seus darrers anys es va dedicar a la recerca del passat cultural del Paraguai, que era pràcticament desconegut i a destacar la petjada espiritual espanyola al país. De fet, és autora del capítol corresponent al Paraguai a la Enciclopedia de Arte Americano. A més, va promoure iniciatives locals renovadores de les arts plàstiques i literàries. L'any 1953 sota el títol Arte Nuevo va posar en marxa l'actualització de les manifestacions plàstiques paraguaies.

## Obres
La seva obra abasta tot el camp de la creació literària –més de quaranta títols en poesia, narrativa i teatre–, la història social i cultural del Paraguai, la ceràmica, la pintura i la crítica, per la qual cosa, amb justícia, és considerada com el més alt, fonamental i insubstituïble referent en matèria cultural al Paraguai al segle passat.
- El precio de los sueños, 1934
- Una Novia para Josevai, 1950
- La raíz y la aurora, 1960
- Rostros en el agua, 1965
- Invención de la muerte, 1965
- Satélites oscuros, 1966
- El polvo enamorado, 1968
- Desnudo día, 1968
- Luz negra, 1975
- Antología Poética, 1927—1977
- Follaje del tiempo, 1982
- Tiempo y tiniebla, 1982
- Cambiar sueños por sombras, 1984
- La nave del olvido, 1985
- La llama y la arena, 1985
- Los treinta mil ausentes, 1985
- De la imposible ausente, 1996